# Свети Никола (Лавци)
Вижте пояснителната страница за други значения на Свети Никола.
„Свети Никола“ или „Свети Николай“ (на македонска литературна норма: „Свети Никола“, „Свети Николај“) е православна църква в битолското село Лавци, Северна Македония. Църквата е под управлението на Преспанско-Пелагонийската епархия на Македонска православна църква – Охридска архиепископия.
Църквата е разположена в центъра на селото. Според надписа над южния вход, храмът е издигнат в 1939 година, а осветен в 1961 година. Изграден е на мястото на старата селска църква, разрушена по време на военните действия през Първата световна война. В архитектурно отношение има триконхална или трилистна форма, с купол на осемстранен барабан и входове от юужната и западната страна. В наоса два реда колони го разделят на три гораба. На запад има нартекс с галерия (женска църква) над него. Стените не са изписани. Иконостасът е висок и резбован, с три реда икони от периода след изграждането на църквата. В храма има и запазени ценни възрожденски икони от старата лавчанска църква, датирани в 1855 година и принадлежали на стария амвон и на стария иконостас.